# Dvacet jedna požadavků

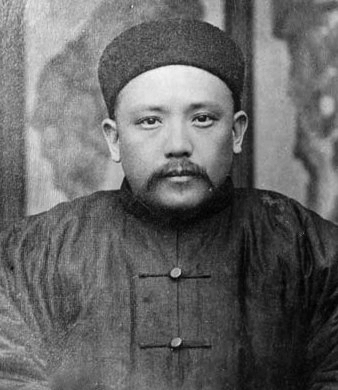
Jüan Š'-kchaj, čínský prezident, který přijal japonské požadavky

Dvacet jedna japonských požadavků (pinyin: Èrshíyī tiáo, zjednodušená čínština: 二十 一条; tradiční čínština: 二十 一條), byl soubor požadavků, které vznikly během první světové války. Memorandum s těmito požadavky obdržela Čínská republika v čele s prezidentem Jüan Š’-kchajem, jejich přijetí by znamenalo vytlačení západních mocností (především Británie) z Číny a postupnou ztrátu čínské suverenity.

## Historické pozadí

### Japonsko
Po zahájení období Meidži roku 1868 začalo v Japonsku docházet k celé řadě vnitřních změn. Stát prošel mnoha reformami, jak ekonomickými a sociálními, tak i reformami vojenské správy. Japonsko začalo posílat své studenty do zahraničí, kde se jejich znalosti uplatňovaly především v rozvoji zahraničního obchodu a průmyslu. Díky těmto změnám Japonsko začalo dostihovat zahraniční mocnosti a snažilo se uplatňovat i v mezinárodních vztazích. Díky geografické blízkosti k čínské velmoci mohla japonská civilizace po staletí těžit z čínských výdobytků a postupně tak zlepšovat svoji vlastní infrastrukturu.
V důsledku zlepšení ekonomické i sociální situace a vlivem vyššího hospodářského růstu, zvětšením míry industrializace země, v Japonsku nastala demografická revoluce: začala přibližně v roce 1880 (počet obyvatel byl odhadován na 34 mil.) a její poslední fáze končila kolem roku 1960 (kdy se počet obyvatel více než ztrojnásobil na 105 mil.). Zmenšovala se míra úmrtnosti, zlepšovala se zdravotní péče a kvalita života a začínalo docházet k urbanizaci. Stát si byl jistější v oblastech vzdělání svých občanů, v oblasti modernizace a posílení armády, státní příjmy rostly, a tak i tendence státu rozšiřovat svoji kulturu na další území. V roce 1894 tak vypravilo svoje vojsko do Číny, kde za pouhý rok v První čínsko-japonské válce porazilo zaostalou čínskou armádou s jejími zastaralými zbraněmi. Po prohře Čína souhlasila s nezávislostí Koreje, s přenecháním Tchaj-wanu a Pescadorských ostrovů a rovněž s přiznáním četných privilegií v jižním Mandžusku.

### Čína
V Číně byla situace oproti Japonsku opačná. Od dob první opiové války roku 1840 se Čína nacházela pod tlakem zahraničních mocností. Ty si v Číně stavěly svoje koncese a těžily z čínského úrodného území, bojovaly o rozšíření svých privilegií. Tím ovšem Čína nesmírně trpěla, protože docházelo k ničení zemědělské půdy, obytných čtvrtí a ničení čínských památek. Tento úpadek čínského národa byl dáván za vinu současné dynastii Čching, v jejímž čele byla císařovna Cch’-si, jež byla ztělesněním dekadentního myšlení. Na přelomu 19. a 20. století se tak mnozí snažili reformovat čínskou kulturu a zbavit se zastaralé monarchie. V roce 1908 císařovna Cch’si a císař Kuang-sü zemřeli a do čela státu byl dosazen v té době dvouletý císař Pchu I, za nějž rozhodovali regenti, slabí a bez autority. V noci z 9. na 10. října 1911 proběhla Sinchajská revoluce, kdy byla svržena dynastie a nastolena nová vláda – Čínská republika, vyhlášená 1. ledna 1912, v čele s prezidentem Jüan Š’-kchajem. Čína ovšem nadále trpěla rozpínavostí Japonska na svém území a západní koncese stále sídlily na čínském území, kde měly díky svým vyspělým zbraním a armádě silnou pozici. Ke změně postavení došlo až během první světové války.

### Období první světové války
„Na stav, panující dosud v celé Asii, pohlížejí Japonci jako by pohlíželi Angličané na stav v Evropě, kdyby zde Japonci nebo Číňané měli v područí celou asijskou rasu. Japonsko chce vytvořit impérium po vzoru Anglie. Nachází morální ospravedlní v tom, že letargická a vnitřní organizace neschopná Čína a Indie by nikdy nebyly schopny vzepřít se, a že proto mocné a odhodlané Japonsko musí asijské národy probudit a vést je k osvobození od rasy bílé.“ 
V době kdy začínala první světová válka v Evropě, strhla na sebe pozornost evropských mocností. kdežto udržení stabilního postavení v Číně pro ně přestávala být hlavní priorita. V roce 1914 byly omezeny plavby lodí z Evropy do Číny a došlo rovněž k poklesu zahraničního obchodu v Číně. Toho využilo Japonsko, jež brzy po vypuknutí války, v listopadu 1914, obsadilo Šantungský poloostrov, jenž do té doby patřil pod německou sférou vlivu. Následně pak obsadilo velkou železnici, vedoucí z přístavu Čching-tao až do hlavního města provincie Šan-tung, jímž je Ťi-nan. Dne 8. května 1915 pak Jüan Š’-kchajovi předložili 21 požadavků.

## Požadavky
Japonské požadavky je možné rozdělit do pěti skupin, jež jsou blíže definovány články:
 1. Japonská vláda nad poloostrovem Šan-tung.
- Článek 1.: Čínská vláda se zavazuje plně souhlasit s japonskou správou poloostrova Šan-tung.
- Článek 2.: Čínská vláda se zavazuje, že nepronajme poloostrov Šan-tung jiné mocnosti.
- Článek 3.: Blíže specifikuje správu železnic na poloostrově Šan-tung.
- Článek 4.: Čínská vláda se zavazuje, že otevře přístavy pro zahraniční ostrov.[10]

2. Privilegia v Mandžusku a Vnitřním Mongolsku (území o velké rozloze, s vyspělou industrializaci a bohatým zemědělstvím).
- Článek 1.: Určuje dobu pronájmu přístavů Port Arthur, Dalnyj a Jihomandžuské železnice a Antung-Mukdenské železnice na dobu 99 let.
- Článek 2.: Japonsko může nakupovat pozemky v Mandžusku.
- Článek 3.: Povoluje Japoncům volně cestovat po Mandžusku.
- Článek 4.: Určuje lokality, kde může Japonsko budovat doly a zemědělská pole.
- Článek 5.: Čínská vláda se zavázala k poskytování prostředků, k dalšímu budování Jihomandžuské železnice.
- Článek 6.: Čínská vláda se zavázala upřednostňovat v zaměstnávání japonských specialistů v oblasti správy Jihomandžuské železnice před čínskými.
- Článek 7.: Byla revidována nová půjčka jež měla získat prostředky na stavbu Jihomandžuské železnice.[11]

3. Kontrola těžkého a hutního průmyslu – snaha získat dostatek strategických nerostných surovin, jimiž Japonsko příliš neoplývalo.
- Článek 1.: Čína se zavazuje ke společné správě společnosti Chan-je-pching (společnost zabývající se těžbou uhlí)[12] a odmítá její pronájem jiné mocnosti.
- Článek 2.: Čínská vláda souhlasí, že nezbuduje nové uhelné společnosti v blízkosti společnosti Chan-je-pching, jež by ohrozily zisky společnosti.[13]

4. Závazek, že Čína žádnému jinému státu nepřevede žádnou část svého území.
- Článek 1.: Čínská vláda se zavazuje, že nepostoupí ani pronajme žádné jiné mocnosti žádný přístav, záliv nebo jakékoliv území podél pobřeží Číny.[13]

5. Zapojení japonských poradců do oblastí armády, policie, bankovnictví a politiky. Mohli by volně zasahovat do všech důležitých sfér státu, čímž by byl z Číny vytvořen loutkový stát.
- Článek 1.: Čínská vláda souhlasí s dohledem japonských politických, finančních a vojenské poradců v Číně.
- Článek 2.: Čínská vláda uděluje souhlas japonským nemocnicím, chrámům a školám právo vlastnit v Číně půdu.
- Článek 3.: Čínská vláda souhlasí se zapojením japonských policistů, jež budou v Číně dohlížet na pořádek.
- Článek 4.: Čínská vláda se zavazuje, že od Japonska bude nakupovat zbraně nebo že zřídí v Číně zbrojovku, ve které budou zaměstnáni odborníci z Japonska
- Článek 5.: Vymezuje práva Japonska zahájit stavbu železnice v Jižní Číně.
- Článek 6.: V případě snahám provincií, vyčlenit se ze současné správy, musí provincie tuto situaci nejprve řešit s Japonskem.
- Článek 7.: Povoluje japonským obyvatelům svobodně se veřejně vyjadřovat.[13]

Na nátlak zahraničních mocností musely být požadavky zmírněny a přepracovány, ovšem přesto byly 9. května 1915 Jüan Š’-kchajem přijaty.

## Následky
V den kdy Čína přijala japonské požadavky, se zvedla vlna odporu vůči Japonsku. Začal bojkot japonského zboží, vznikaly stávky a nepokoje. Jüan Š’-kchaj dospěl k názoru, že Čínu je potřeba vést pevnou rukou a aby tyto nepokoje uklidnil, rozhodl se jmenovat sám sebe novým čínským císařem, aby si zajistil větší moc. To ovšem vedlo k ještě většímu nesouhlasu, a tak od toho plánu upustil. Půl roku na to zemřel a vláda Číny se rozštěpila na několik frakcí, jímž vládli samovládci, kteří Pekingskou vládu nerespektovali. Začalo tak období severních militaristů.